# アライツ・エタ・マイデル
アライツ・エタ・マイデル（Alaitz eta Maider）は、スペインの女性2人組デュオ。バスク自治州ギプスコア県オイアルツン出身。
アライツ・テレチュア（Alaitz Telletxea、1976年3月2日 - ）とマイデル・サバレギ（Maider Zabalegi、1976年11月24日 - ）の2人からなり、アライツがトリキティ（ダイアトニック・アコーディオン）を、マイデルがパンデロア（タンバリン）を演奏し、2人ともボーカルを担う。
トリキティとパンデロアというバスク民族楽器による伝統バスク音楽に、エレクトリックベースやドラムを加えてポップな形にしたものはトリキ・ポップと呼ばれ、アライツ・エタ・マイデルはトリキ・ポップに分類されるグループの一つである。
歌詞は全編バスク語で、軽快で明るいサウンドとは裏腹に、バスクというバックグラウンドを反映した政治色・メッセージ色の強いものになっている。

## 来歴
14歳のときに2人は学校で知り合う。1997年にアルバム『アライツ・エタ・マイデル』でデビュー。フジテレビの『こたえてちょーだい』という番組内の「郁恵・井森のデリ×デリキッチン!」で、アライツ・エタ・マイデルの曲がテーマソングとして使用されたことがある。また、BRAHMANのライブ・ビデオ『Craving』のエンディングでアライツ・エタ・マイデルの曲が使用されている。1999年夏にプロモーションで訪日した。2000年冬にもライブのため訪日し、12月5日-7日に東京2公演・大阪1公演を行った。2004年12月18日のライブを最後に解散した模様。アライツ・テレチュアは、イケル・ゴエナガのアルバムに参加している。

## ディスコグラフィ

### アルバム
- 『アライツ・エタ・マイデル』 - Alaitz eta Maider (1997年、Elkar)
- 『インシャラー』 - Inshala (1999年、Elkar)
- Auskalo (2002年、Elkar)